# Drancy (interneringsläger)

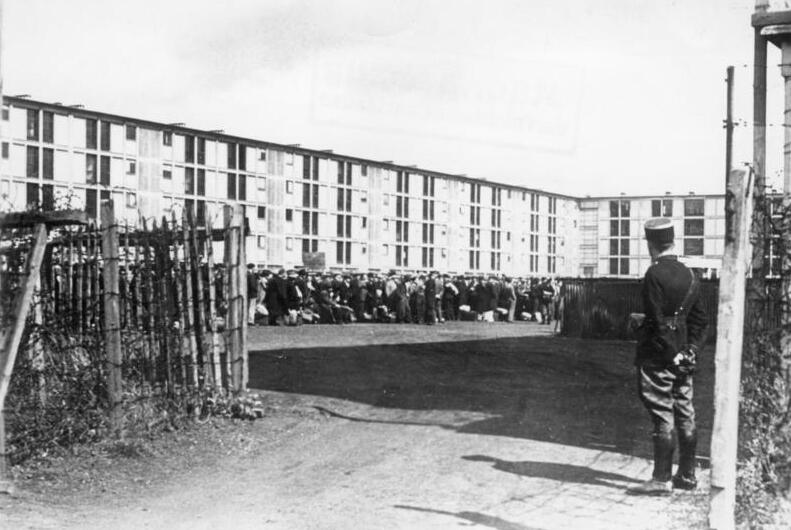
Interneringslägret Drancy 1941.

Det franska interneringslägret Drancy var beläget i förortskomplexet Cité de la Muette i förstaden Drancy cirka 20 km norr om Paris. Cité de la Muette/Drancy användes mellan 1939 och 1944 som koncentrations- och interneringsläger för utlänningar, politiska fångar, krigsfångar och judar. Från 1941 var Drancy det största lägret i Frankrike för uppsamling av judar som transporterades vidare till tyska koncentrationsläger.

## Cité de la Muette

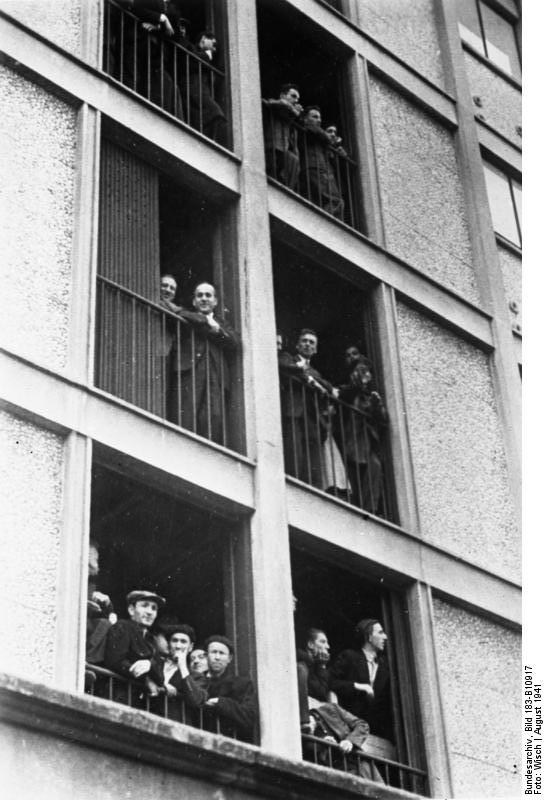
Internerade fångar i Drancy 1941

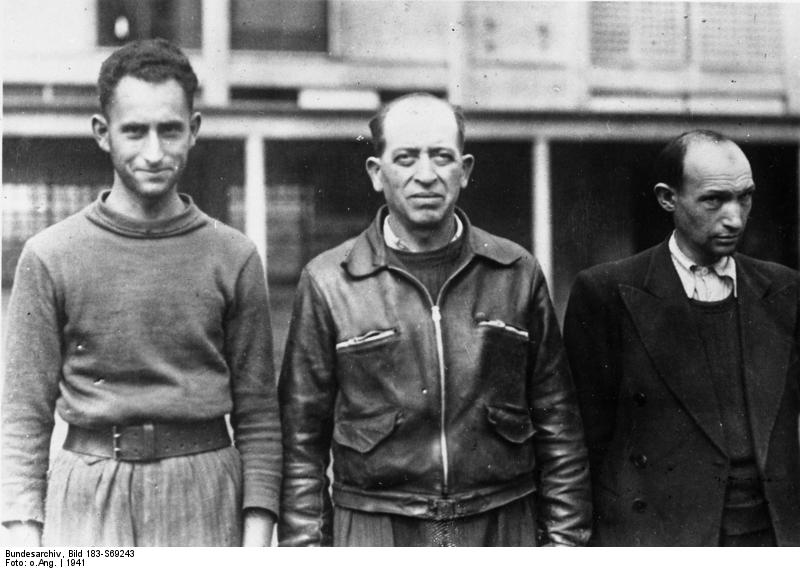
Arresterade judar i Drancy 1941.

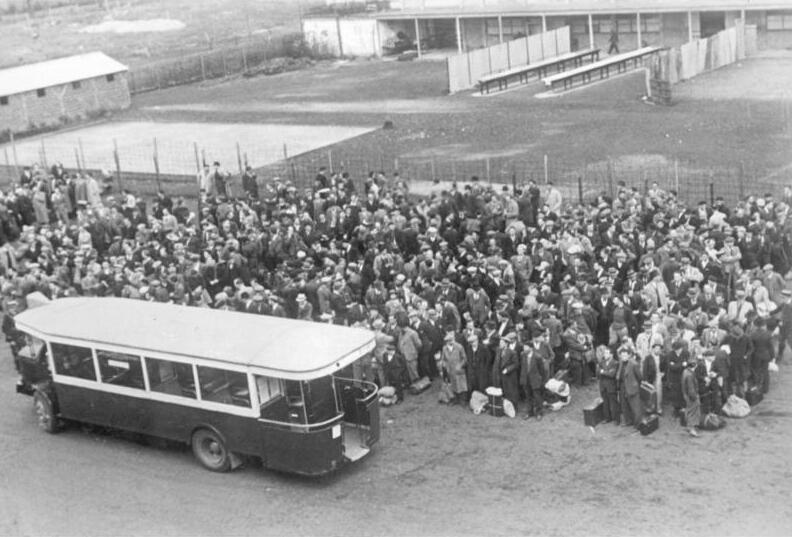
Judar som har arresterats i Paris 1941.

Cité de la Muette ritades av arkitekterna Marcel Lods och Eugène Beaudouin i början av 1930-talet som ett modernistiskt socialt bostadsprojekt baserat på Le Corbusiers idéer. Det var det mest ambitiösa av franska statens bostadsprojekt vid denna tid. Modern pre-fab-teknik skulle ge bostäder med låga hyror och utformningen skapa en ”självförsörjande” förort. Komplexet bestod av fem höghus, några lägre byggnader och ett u-format fyravåningshus som skapade en skyddande gård; det skulle innehålla allt från skolor till affärer. 
Depressionen försenade bygget och innan Cité de la Muette var helt färdigbyggt utbröt kriget och höghusen blev hem för franska poliser och deras familjer. Den u-formade byggnaden, ännu utan både golvbeläggning och fönsterglas, blev interneringsläger för utlänningar och politiska fångar, senare även transitläger för judar. Efter kriget blev Cité de la Muette vad det ursprungligen var tänkt som – ett bostadsområde för låginkomsttagare. 1947 började de nya hyresgästerna flytta in.

## Interneringslägret Drancy
Före Frankrikes kapitulation 1940 använde fransmännen Drancy som interneringsläger för utlänningar (bl.a. flyktingar från Francos Spanien och judar från norra Europa), politiska fångar och krigsfångar. Efter stilleståndsavtalet med Nazityskland fungerade det under ett år som tyskt läger för franska och brittiska krigsfångar. 1941 tog tyskarna och Vichyregimen beslutet att använda Drancy som ett transitläger för judar för vidare transport till Tyska Riket. Majoriteten av de judar som arresterades i det icke-ockuperade Frankrike, Vichyfrankrike, fördes till Drancy. Drancy var det största franska lägret för uppsamling av judar; 57 av de 69 tågkonvojer med judar som lämnade Frankrike avgick från Drancy.
Fram till 1943 sköttes lägret av fransmännens gendarmerie under ledning av  Préfecture de Police (franska polismyndigheten), men under SS:s kontroll. I augusti 1941 hade SS-Hauptsturmführer Theodor Dannecker förelagt riktlinjerna för lägret i ett dokument som undertecknades av franske polisprefekten Françoise Bard och kommendanten för gendarmeriet General Guilbert. Frånsett dessa polisiära åtaganden var ingen fransk myndighet villig att ta fullt ansvar för lägret och de leveranser av mat, sängar och andra förnödenheter som måste administreras. Följden blev att förhållandena i Drancy blev så miserabla att dysenteri utbröt och hundratals fångar dog. Detta orsakade skandal; en utredning tillsattes och ett mindre antal fångar frigavs för att förbättra situationen. I en fransk rapport kan man läsa: “De som inte med sina egna ögon har sett några av de frigivna från Drancy kan bara ha en svag aning om det eländiga tillstånd i vilket internerna i detta läger, som är unikt i historien, befann sig. Man säger att det ökända lägret Dachau inte är någonting i jämförelse med Drancy” 
När tyskarna tog över administrationen för lägret 1943 ändrades förhållandena; matransonerna blev något större och lägret hölls renare och förbättrades materiellt. Men brutaliteten, cynismen och trakasserierna ökade.
Det var fransmännen som valde ut vilka judar som skulle arresteras och deporteras. I första hand valde man utländska judar, de som var på flykt och de som immigrerat tidigare. För att fylla de kvoter av judar som tyskarna önskade arresterades 1942  under den s.k. ”Vélodrome d’hiver-räden” tusentals kvinnor, barn och åldringar som fördes till Drancy. På den sista tågkonvojen från Drancy den 31 juli 1944 befann sig 300 barn.
Sammanlagt deporterades över 100 000 personer - judar, romer, kommunister och andra - från Drancy till Auschwitz, Sobibór och Buchenwald.  Mer än 67 000 av de omkring 76 000 judar som tvingades lämna landet deporterades från Drancy. En tredjedel av dessa judar var fransmän, de övriga var immigranter som kommit till Frankrike under 1920- och 1930-talen, framför allt från Polen, Tyskland och Österrike.
Den 17 augusti 1944 kom de allierade till lägret i Drancy. De fann 1 500 fångar som genom svensken Raoul Nordlings förmedling omhändertogs av Röda Korset.
Efter krigsslutet blev Drancy under en tid interneringsläger för kollaboratörer och anhängare till Vichyregimen.
SS-Obersturmbannführer Alois Brunner som fick kommandot över Drancy 1943 dömdes 2001 i sin frånvaro till livstids fängelse för brott mot mänskligheten av en fransk domstol.

## Ur Danneckers rapport
Ett citat ur en rapport från 1942 av  SS-Hauptsturmführer Theodor Dannecker, en av de ansvariga för judedeportationerna i Frankrike, ger en uppfattning om hur ”judefrågan” i Frankrike bedrevs.
Dokument N° 1224, en rapport av Dannecker:
“Ärende: Punkter att diskutera med den franska polisministern, Bousquet… Den senaste operationen för arrestering av statslösa judar i Paris har endast inbringat omkring 8,000 vuxna och omkring 4,000 barn. Men tåg för deportation av 40,000 judar har, för närvarande, färdigställts av Tyska Rikets transportministerium. Eftersom deportation av barnen inte är möjlig för tillfället, är antalet judar klara för förflyttning alldeles otillräckligt. Ytterligare en judisk operation måste därför starta genast. Till detta ändamål kan judar av belgisk och holländsk nationalitet tas i beaktande, att lägga till de tyska, österrikiska, tjeckiska, polska och ryska judar som hittills har betraktats som statslösa. Man måste dock föreställa sig att denna kategori inte kommer att inbringa tillräckligt antal, fransmännen har därför inget annat val än att inkludera de (immigrerade) judar som neutraliserades i Frankrike efter 1927, eller till och med efter 1919.”  
(översättning från engelskan)

## Kända personer som var internerade i Drancy
- Tristan Bernard (1866-1947), fransk författare. Fängslades 1943, men frigavs snart efter omfattande protester.
- Dora Bruder (1926-1942), fransk skolflicka, känd genom romanen Dora Bruder av Patrick Modiano. Deporterad till Auschwitz 1942.
- Max van Dam (1910-1943), nederländsk konstnär. Deporterad till Sobibór 1943.
- Max Jacob (1876-1944), fransk författare. Avled i Drancy (lunginflammation).
- Charlotte Salomon (1917-1943), tysk konstnär. Deporterad till Auschwitz 1943.

Bilder och ögonvittnesskildringar från Drancy förekommer i verk av och om dessa personer.